# Тургайське плато
50°03′00″ пн. ш. 61°50′00″ сх. д. / 50.05° пн. ш. 61.833334° сх. д.
Тургайське плато — піднесена рівнина між Південним Уралом і Мугоджарами на заході і Казахським дрібносопковиком на сході на території Костанайської області республіки Казахстан. Довжина близько 600 км, ширина 300 км, висота до 310 м, середні висоти 200—300 м. Складена морськими і континентальними глинами і пісковиками. Багато солоних озер. Знаходяться родовища магнетиту, бурого залізняку, бокситів, вугілля. На півночі — степ (переважно розораний), на півдні — напівпустеля.
По осі плато розташовується Тургайська долина, яка має 800 км в довжину, і слугувала за для скидання води у останній льодовиковий період з колишнього Західно-Сибірського льодовикового озера.
Між крейдою і еоценом, плато було частиною Тургайської протоки або Західно-Сибірського моря, що було частиною Тетісу, який відокремлював Азію від Європи.